# Prix Bernacer
 (mai 2018).
Si vous disposez d'ouvrages ou d'articles de référence ou si vous connaissez des sites web de qualité traitant du thème abordé ici, merci de compléter l'article en donnant les références utiles à sa vérifiabilité et en les liant à la section « Notes et références ».
Le prix Bernacer est décerné chaque année à de économistes européens de moins de 40 ans, pour leur contribution exceptionnelle dans les domaines de la macroéconomie et de la finance, inspiré de la médaille John-Bates-Clark.

## Histoire
Le prix est fondé en 2001, en hommage au macroéconomiste espagnol Germán Bernácer (es), par l'Observatoire de la Banque centrale européenne (OBCE), une association européenne d'économistes à but non lucratif qui veille sur la Banque centrale européenne et encourage le débat public sur les questions liées à l'économie de la zone euro et à l'amélioration des politiques économiques.

## Lauréats
| Année | Récipiendaire                | Nationalité | Université d'affiliation                                        |
| ----- | ---------------------------- | ----------- | --------------------------------------------------------------- |
| 2001  | Philip R. Lane (en)          | Irlande     | Trinity College Dublin                                          |
| 2002  | José Manuel Campa (es)       | Espagne     | IESE Business School                                            |
| 2003  | Luigi Zingales               | Italie      | Chicago Booth School of Business                                |
| 2004  | Stephanie Schmitt-Grohe (en) | Allemagne   | Université Duke                                                 |
| 2005  | Monika Piazzesi              | Allemagne   | Université Stanford                                             |
| 2006  | Hélène Rey                   | France      | Université de Princeton                                         |
| 2007  | Pierre-Olivier Gourinchas    | France      | University of California, Berkeley                              |
| 2008  | Markus Brunnermeier          | Allemagne   | Université de Princeton                                         |
| 2009  | Emmanuel Farhi               | France      | Université Harvard                                              |
| 2010  | Xavier Gabaix                | France      | NYU Stern School of Business                                    |
| 2011  | Lasse Heje Pedersen (en)     | Danemark    | École de commerce de Copenhague et NYU Stern School of Business |
| 2012  | Nicholas Bloom (en)          | Royaume-Uni | Université Stanford                                             |
| 2013  | Thomas Philippon             | France      | NYU Stern School of Business                                    |
| 2014  | Veronica Guerrieri (en)      | Italie      | Chicago Booth School of Business                                |
| 2015  | Stijn Van Nieuwerburgh (en)  | Belgique    | NYU Stern School of Business                                    |
| 2016  | Ricardo Reis                 | Portugal    | London School of Economics                                      |
| 2017  | Benjamin Moll (en)           | Allemagne   | Université de Princeton                                         |
| 2018  | Gabriel Zucman               | France      | Université de Californie à Berkeley                             |
| 2019  | Loukas Karabarbounis (d)     | Grèce       | Université du Minnesota                                         |
| 2021  | Ralph Koijen (d)             | Pays-Bas    | Chicago Booth School of Business                                |
| 2022  | Matteo Maggiori (en)         | Italie      | Stanford Graduate School of Business                            |
| 2023  |                              |             |                                                                 |